# Хлорат лития
Хлорат лития — соль хлорноватой кислоты и лития с формулой LiClO3, бесцветное гигроскопическое вещество. Образует кристаллогидраты LiClO3•3H2O, LiClO3•H2O, LiClO3•½H2O, LiClO3•¼H2O.

## Получение
- Хлорат лития получают действием хлорноватой кислоты на карбонат лития:

{\displaystyle {\mathsf {Li_{2}CO_{3}+2\ HClO_{3}\ {\xrightarrow {\ }}\ 2\ LiClO_{3}+H_{2}O+CO_{2}\uparrow }}}
- или пропуская хлор через гидроксид лития:

{\displaystyle {\mathsf {6\ LiOH+3\ Cl_{2}\ {\xrightarrow {\ }}\ LiClO_{3}+5\ LiCl+3\ H_{2}O}}}
- Из водных растворов кристаллизуется в виде кристаллогидратов LiClO3•3H2O (темп. пл. 8,5°С), LiClO3•H2O (темп. пл. 20,5°С), LiClO3•½H2O (темп. пл. 65°С), LiClO3•¼H2O (темп. пл. 42°С).

## Физические свойства
Хлорат лития — бесцветное гигроскопическое вещество, аморфное или ромбические кристаллы. Очень хорошо растворяется в воде и спирте, плохо растворяется в  ацетоне.

## Химические свойства
- Хлорат лития — сильный окислитель, в твёрдом состоянии в смеси с углеродом, серой и другими восстановителями детонирует при нагревании или ударе.

- При нагревании разлагается до перхлората или хлорида лития в присутствии диоксида марганца в роли катализатора[1]:

{\displaystyle {\mathsf {4LiClO_{3}\ \xrightarrow {270^{o}C} \ 3LiClO_{4}+LiCl}}}
{\displaystyle {\mathsf {2LiClO_{3}\ \xrightarrow {250^{o}C,cat} \ 2LiCl+3O_{2}}}}

## Применение
- Хлорат лития нашёл незначительное применение в пиротехнике.
- Главное и очень важное применение как электролит в литиевых батарейках(в основном плоских миниатюрных батарейках 3V)
- В качество окислителя. Раньше в том числе применялся как окислитель для ракетного топлива.[2]